# Ankylosauria
Die Ankylosauria (deutsch auch Ankylosaurier; Latinisierung von altgriechisch ἀγκύλος ankýlos „krumm“ und σαῦρος sauros „Eidechse“) sind ein Taxon (eine systematische Gruppe) der Vogelbeckensaurier (Ornithischia). Es handelte sich um vierbeinige, pflanzenfressende Dinosaurier, die durch eine Panzerung aus Knochenplatten charakterisiert waren. Sie erschienen im Mittleren Jura, hatten ihren Höhepunkt jedoch in der Kreidezeit, wo sie eine weltweite Verbreitung erreichten. Es werden zwei Untertaxa unterschieden, die Nodosauridae und die Ankylosauridae, wobei die innere Systematik umstritten ist.

## Merkmale

### Allgemeines
Die meisten Ankylosauria erreichten Längen von vier bis sechs Metern, die größten Vertreter wie Ankylosaurus wurden bis zu neun Meter lang, während die kleinsten Vertreter wie Struthiosaurus und Minmi nur drei Meter erreichten. Alle Ankylosauria hatten einen breiten, stämmigen Rumpf mit vier kurzen, kräftigen Gliedmaßen. Sie bewegten sich ausschließlich quadruped (auf allen vieren) fort. Die Hinterbeine waren länger als die Vorderbeine, was den Kopf in eine bodennahe Position brachte.

### Schädel und Zähne

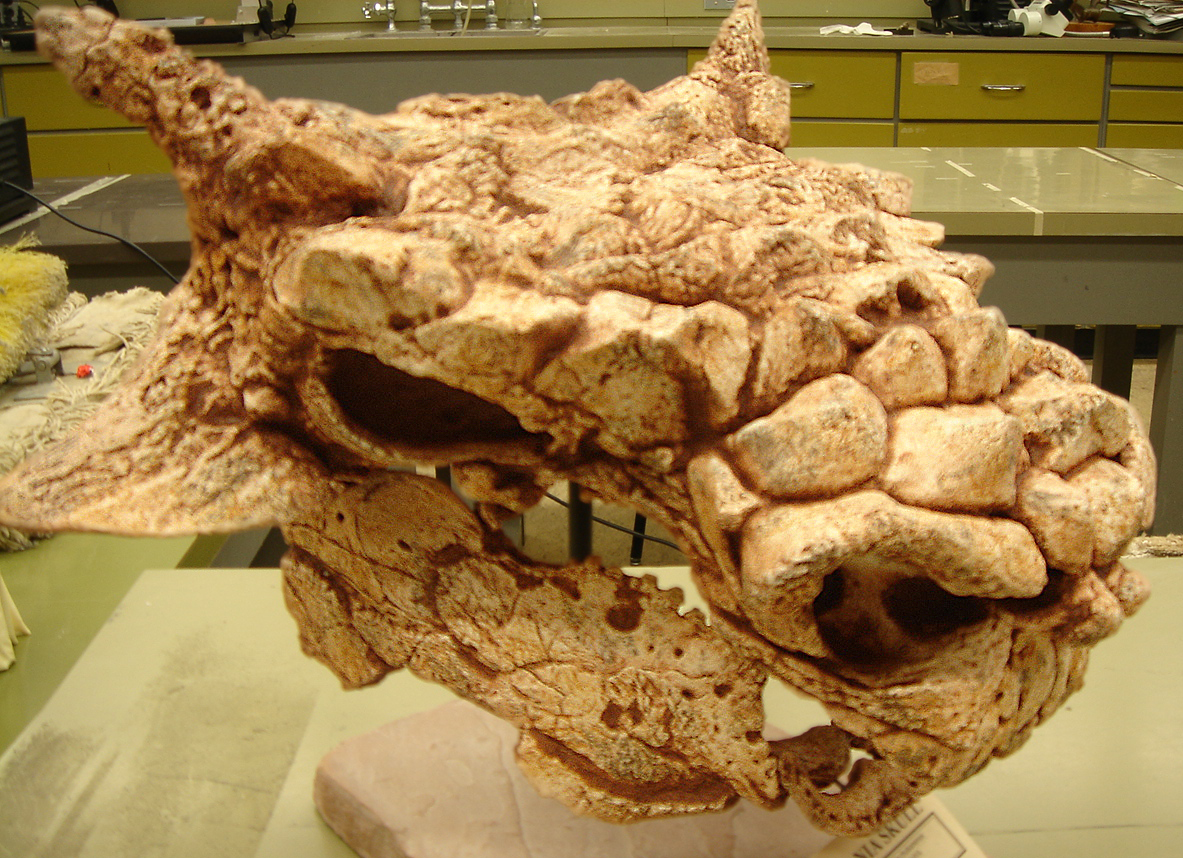
Schädel von Saichania

Der Schädel der Ankylosauria war robust und massiv und saß auf einem kurzen Hals. Eine Synapomorphie (ein gemeinsames abgeleitetes Merkmal) war, dass im Gegensatz zum ursprünglichen Dinosaurierschädel zwei Schädelfenster – das Praeorbitalfenster vor der Augenhöhle und das obere Temporalfenster (in der Schläfenregion) – geschlossen waren. Die Oberseite des Schädels und manchmal auch die Wangenregion waren mit einer wulstigen, knöchernen Ornamentation versehen. Bei manchen Ankylosauriern waren sogar die Augenlider gepanzert. Charakteristisch für diese Tiere waren außerdem jeweils zwei knöcherne Auswüchse hinter der Augenhöhle und in der Wangenregion. Diese waren bei den Ankylosauridae größer und hornähnlicher, während sie bei den Nodosauridae rundlicher und stumpfer waren. Im Bau des Schädels waren außerdem bei vielen Ankylosauria die komplexen Nasenhöhlen und Nasennebenhöhlen auffällig, deren Funktion umstritten ist. Bei den höher entwickelten Ankylosauria ist es zur Bildung eines knöchernen Gaumens gekommen. Die beiden Untergruppen unterschieden sich in der Form des Schädels. Bei den Nodosauridae war er eher schmal und langgestreckt, während er bei den Ankylosauridae breiter und wuchtiger war. Dementsprechend war auch die Schnauze der Nodosauridae schmaler als die der Ankylosauridae, was Rückschlüsse auf unterschiedliche Ernährungsweisen zulässt.
Das Gehirn der Ankylosauria muss sehr klein gewesen sein. Verglichen mit der Körpergröße war es proportional kleiner als das der Stegosauria – unter allen Dinosauriern hatten nur die Sauropoden noch kleinere Gehirne.
Die Zähne der Ankylosauria waren verhältnismäßig klein, sie wiesen ein blätterförmiges, seitlich zusammengedrücktes Aussehen auf. Bei den urtümlichen Vertretern waren am Praemaxillare (dem vordersten Teil des Oberkiefers) noch Zähne vorhanden, bei den höher entwickelten Arten hatte sich ein zahnloser Hornschnabel entwickelt. Die Zähne waren in zwei nach innen versetzten Zahnreihen angebracht, was dafür spricht, dass Wangen vorhanden waren.

### Rumpfskelett und Gliedmaßen
Die Wirbelsäule der Ankylosauria bestand aus 7 bis 8 Halswirbeln, 12 bis 19 Brustwirbeln, 3 bis 4 zum Kreuzbein (Sacrum) verschmolzenen Sakralwirbeln und 20 bis 40 Schwanzwirbeln. Die hintersten drei bis sechs Brustwirbel und die vordersten ein bis drei Schwanzwirbel waren mit dem Kreuzbein zum Synsacrum verwachsen, vermutlich um dem Becken mehr Stabilität zu gewähren. Dieses war sehr breit und unter anderem durch ein gedrehtes und horizontal erweitertes Darmbein modifiziert, vermutlich um mehr Platz für ein voluminöses Verdauungssystem zu schaffen. Die Hüftgelenkpfanne war nicht offen wie bei den meisten Dinosauriern, sondern becherförmig. Im Bereich des Schultergürtels war das verlängerte Schulterblatt auffällig, das – insbesondere bei den Nodosauridae – einen beulenartigen Auswuchs (Acromion) aufwies, der als Ansatzstelle für die kräftige Muskulatur diente.
Die Gliedmaßenknochen waren verhältnismäßig dick und kurz, wobei die Nodosauridae vermutlich etwas schlankere Gliedmaßen als die Ankylosauridae besaßen. Die Hinterbeine waren stets länger als die Vorderbeine und trugen die Hauptlast des Körpergewichts. Die Füße waren ebenfalls kurz und kräftig. Die Vorderfüße sind vielfach nicht erhalten, dürften bei den meisten Ankylosauriern jedoch fünf Zehen getragen haben. Die Hinterfüße waren variabler und wiesen je nach Art drei bis fünf Zehen auf. Die Zehen der Vorder- und Hinterfüße waren dick und endeten in keilförmigen Klauen.

### Panzerung, Stacheln und Knochenkeule

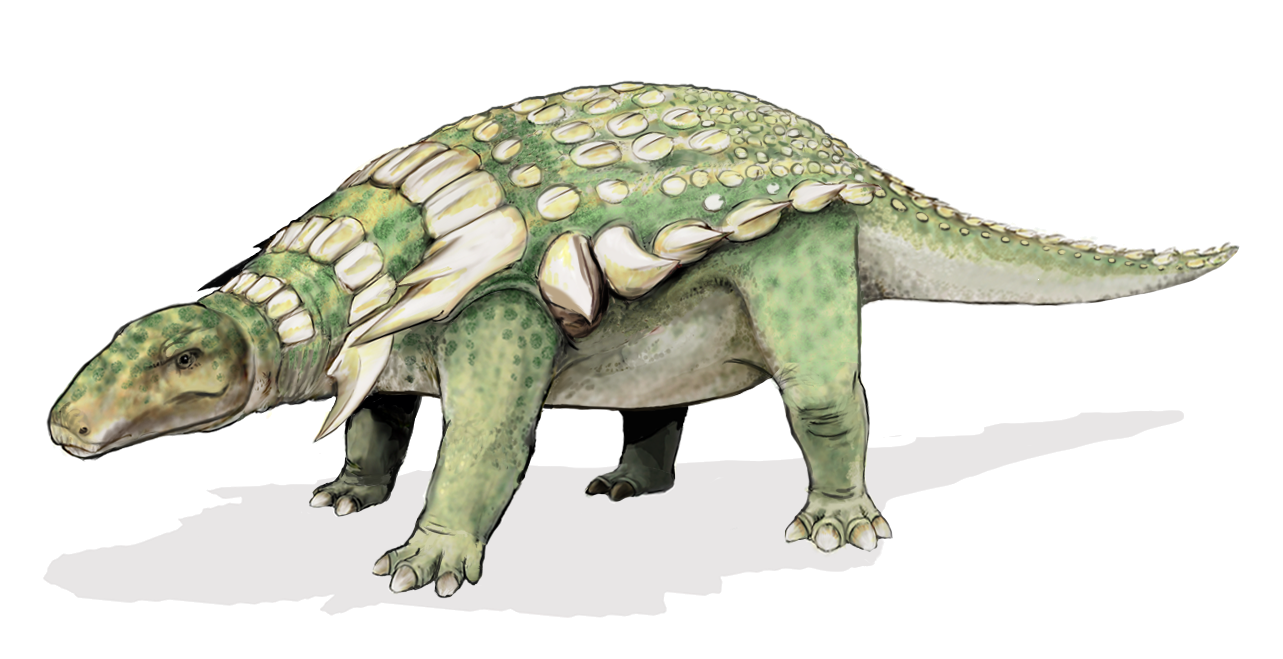
Rekonstruktion von Edmontonia, einem Nodosauridae. Diese waren durch größere Schulterstacheln und eine fehlende Schwanzkeule charakterisiert.

Charakteristisch für die Ankylosauria war eine Panzerung aus Knochenplatten (Osteodermen), die den Nacken, den Rücken und die Oberseite des Schwanzes bedeckte. Diese waren in die Haut eingelagert und sind bei Fossilien meist nicht in situ erhalten, sodass ihre genaue Form und Anordnung oft nicht genau bekannt ist.
Die Knochenplatten waren in zahlreichen, sagittal (von vorn nach hinten) verlaufenden Reihen angebracht. Zwischen den größeren Platten befanden sich kleine Plättchen, die für eine lückenlose Panzerung sorgten. An der Oberseite des Nackens waren meist große, gekielte Platten angebracht. Im Schulterbereich waren die Platten oft zu einer halbmondförmigen Struktur verwoben, insbesondere bei den Nodosauridae waren dort auch Stacheln vorhanden. Im Bereich des Rumpfes war die Panzerung je nach Gattung variabel, neben flachen Platten waren auch Platten mit Kielen oder Höckern vorhanden. Über dem Kreuzbein waren bei einigen Ankylosauriern die Osteoderme zu einer schildartigen Struktur verwachsen.
Nach Untersuchungen von Torsten Scheyer und P. Martin Sander waren Kollagenfasern in die Knochenplatten eingearbeitet, die dreidimensional ineinander verwobene Matten bildeten. Damit wurde eine enorme Stabilität bei vergleichsweise geringem Gewicht erreicht.

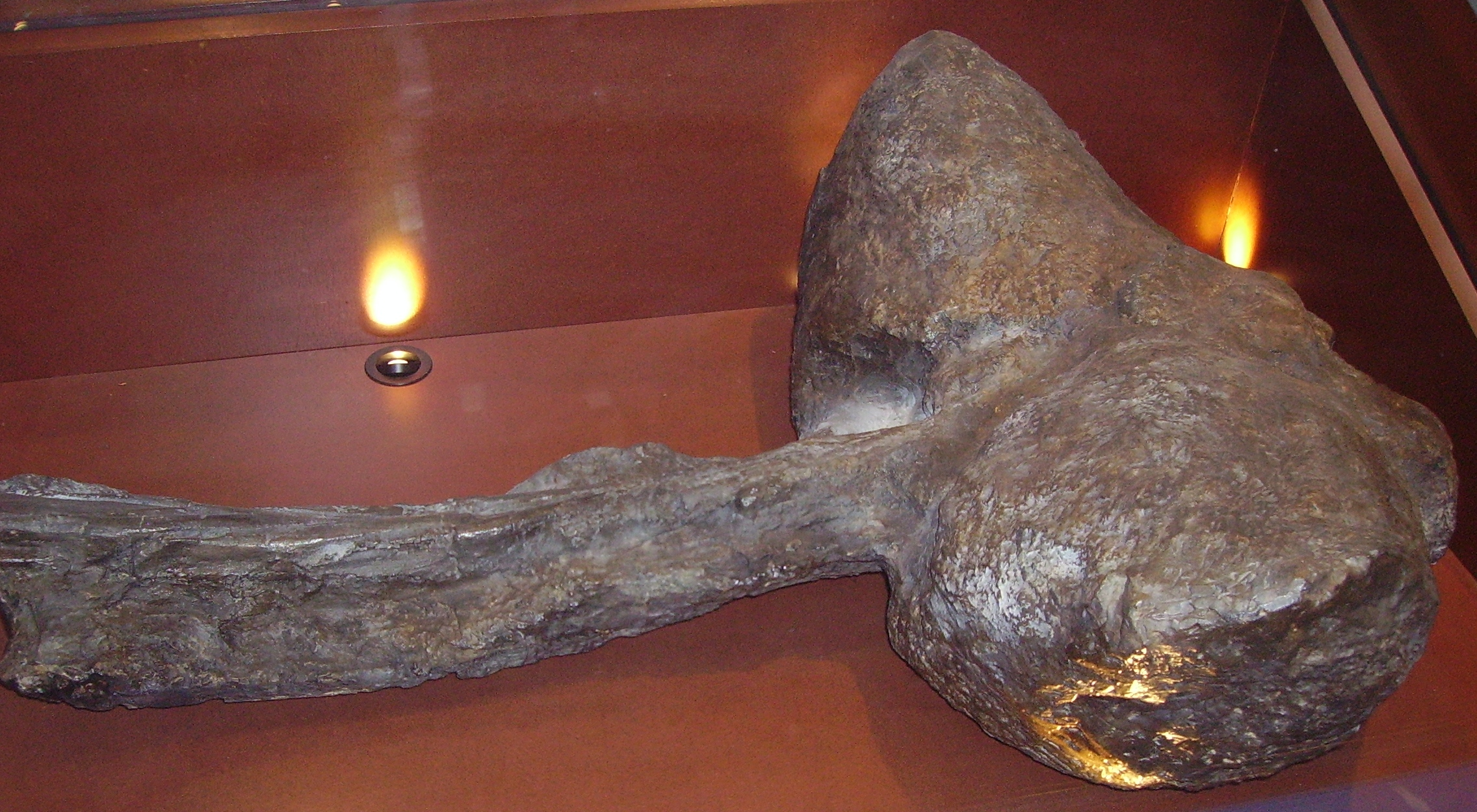
Knochenkeule am Schwanz von Anodontosaurus

Bei vielen Vertretern der Ankylosauridae, nicht jedoch bei den Nodosauridae, war an der Schwanzspitze eine knöcherne Keule ausgebildet. Diese bestand aus mit den Schwanzwirbel verwachsenen Osteodermen und wurde durch verknöcherte Sehnen gestützt und versteift. Bei der Fortbewegung wurde die Knochenkeule knapp über dem Boden gehalten, aber nicht nachgeschleift. Während der hintere Teil des Schwanzes steif und unbeweglich war, dürfte der bewegliche, vermutlich mit starken Muskeln versehene Vorderteil des Schwanzes ein Hin- und Herschwingen der Keule ermöglicht haben. Die Ausprägung dieser Merkmale kann als konvergente Entwicklung zu den Glyptodontidae aus der Gruppe der Nebengelenktiere aufgefasst werden. Letztere bildeten sich im Paläogen heraus und erreichten im Pleistozän ihre größte Vielfalt mit einzelnen Riesenformen, starben aber kurz danach aus.

## Paläobiologie

### Verbreitung und Lebensraum
Gut erhaltene fossile Überreste sind aus Nordamerika, Europa, Asien, Australien und der Antarktis (Antarctopelta war der erste auf diesem Kontinent entdeckte Dinosaurier) bekannt, fragmentarische Überreste unter anderem auch aus Südamerika und Neuseeland, sodass von einer weltweiten Verbreitung dieser Tiere ausgegangen werden kann.
Auch bei den Ablagerungsorten herrscht eine Vielfalt. Die Mehrzahl der Funde deutet darauf hin, dass diese Tiere eher feuchte, mit üppiger Vegetation bestandene Lebensräume wie Flussgebiete und Küstenebenen bevorzugten. Einige Fossilien wurden auch in marinen Sedimenten entdeckt – die Ankylosauria lebten wie alle Dinosaurier auf dem Land, in solchen Fällen wurde vermutlich der Kadaver nach dem Tod ins Meer gespült. Die komplexen Nasen- und Nebenhöhlen könnten nach Meinung mancher Forscher zur Kühlung oder Anfeuchtung der Atemluft gedient haben, und so Rückschlüsse auf heiße und trockene Lebensräume zulassen. Diese Sichtweisen sind jedoch umstritten.

### Sozialverhalten

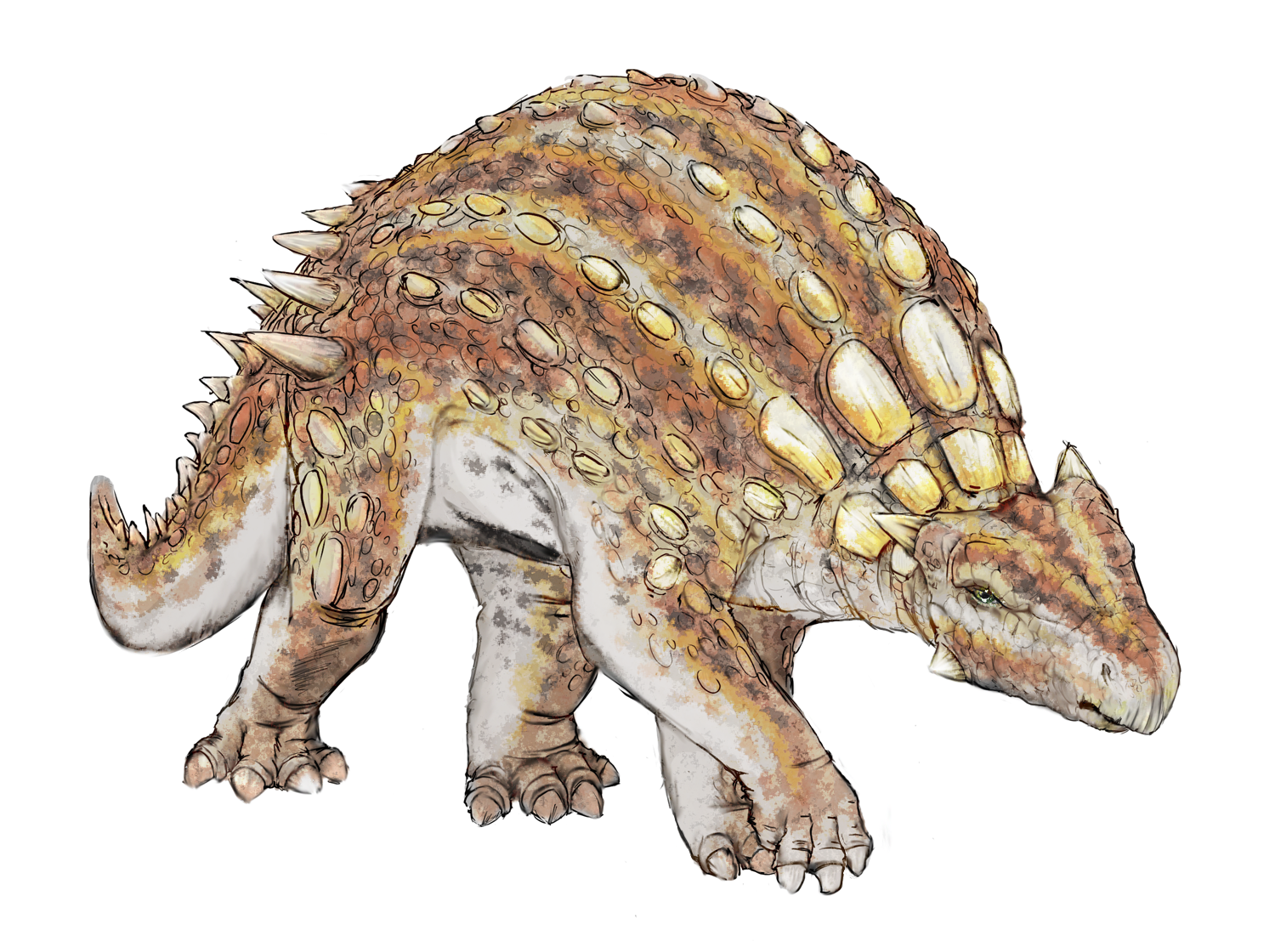
Rekonstruktion von Minmi

Spekulationen über das Sozialverhalten der Ankylosauria sind, wie bei allen nur durch Fossilfunde bekannten Tieren, schwierig. Selbst Funde von Überresten mehrerer Tiere an einem Ort müssen nicht auf ein Gruppenleben hindeuten, sondern können auch ablagerungstechnisch bedingt sein. Die meisten Funde stammen von Einzeltieren, dementsprechend geht die Mehrzahl der Forscher davon aus, dass diese Tiere allein oder höchstens in kleinen Gruppen lebten. Von Pinacosaurus wurden die Überreste von zahlreichen subadulten (halbwüchsigen) Individuen zusammen gefunden, was einen Hinweis darauf darstellen könnte, dass sich Jungtiere zum Schutz zu größeren Gruppen zusammenschlossen.
Einige Merkmale im Körperbau könnten Anzeichen für eine Interaktion mit Artgenossen darstellen. Die großen, nach hinten ragenden Stacheln im Schulterbereich der Nodosauridae haben vermutlich weniger Verteidigungszwecken als der Zurschaustellung gedient – in diesen Zusammenhang passt auch die Beobachtung eines Sexualdimorphismus in der Stachellänge. Auch die Schwanzkeule der Ankylosauridae könnte bei Rivalenkämpfen – etwa um das Paarungsvorrecht – eingesetzt worden sein.

### Fortbewegung und Verteidigung
Aus dem Körperbau und Ichnofossilien (fossilen Fußabdrücken) ergibt sich, dass sich Ankylosauria ausschließlich quadruped fortbewegt haben – ein Aufrichten auf die Hinterbeine war ihnen nicht möglich. Der schwere Körperbau und die kurzen Gliedmaßen haben keine schnelle Fortbewegung zugelassen. Nach den Berechnungen von R. A. Thulborn anhand Gliedmaßenlänge und geschätztem Körpergewicht könnten diese Tiere nicht mehr als 10 km/h erreicht haben, bewegten sich aber üblicherweise mit nur rund 3 km/h fort.
Zwar konnten die Ankylosauria im Bedrohungsfall ihr Heil nicht in der Flucht suchen, ihre Panzerung bot aber zweifelsohne eine effektive Verteidigung gegenüber Fressfeinden. Es ist denkbar, dass sie sich bei einem Angriff auf den Boden pressten, um den ungepanzerten Bauch zu schützen und sich auf den Schutz ihrer mit Knochenplatten bedeckten Oberseite verließen. Bei den Ankylosauridae kam wahrscheinlich die Schwanzkeule als aktive Verteidigungswaffe hinzu, mit der Schläge auf die Beine der Angreifer verteilt werden konnten. Nach einer – allerdings zweifelhaften – Theorie könnte die Schwanzkeule auch als Mimikry den Kopf nachgeahmt und so Fressfeinde weg von den empfindlichen Körperstellen gelockt haben.

### Ernährung

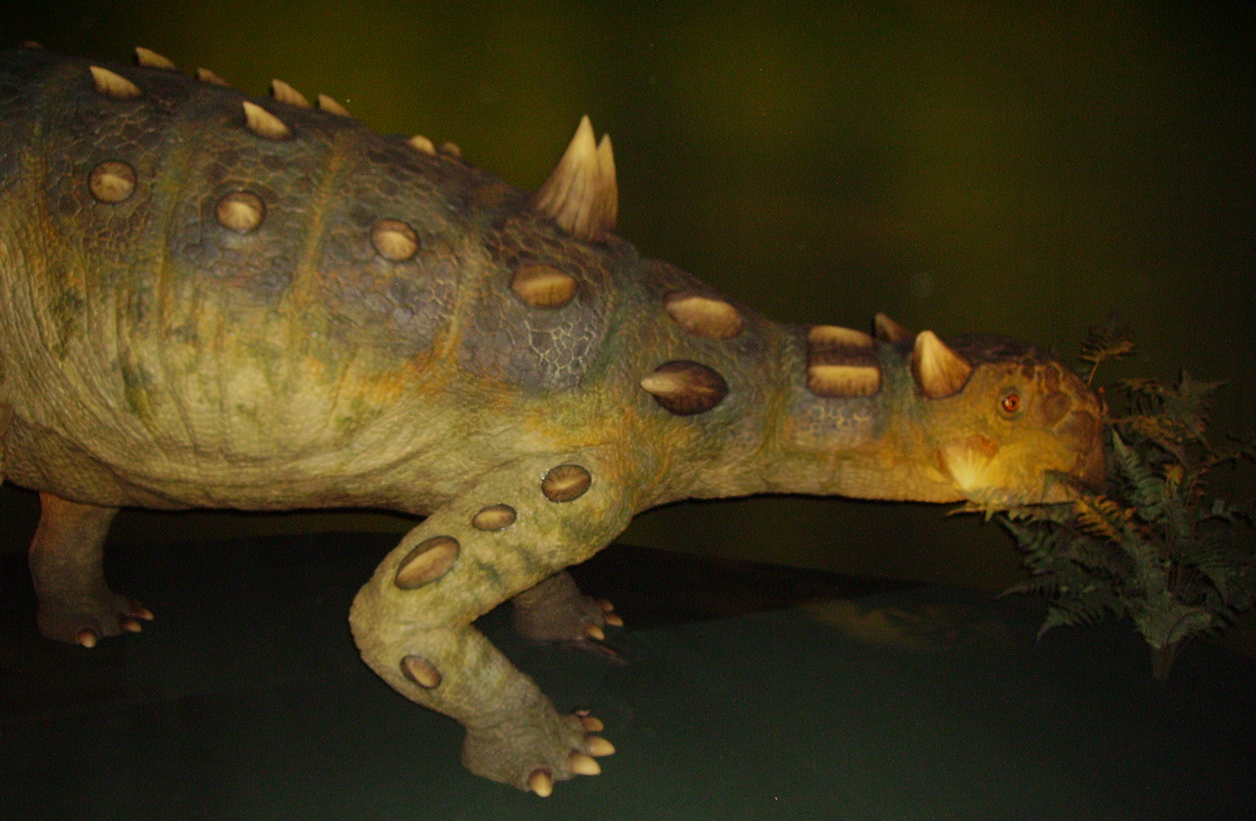
Modell eines fressenden Euoplocephalus

Aufgrund des Baues der Zähne und der Positionierung ihres Kopfs ist anzunehmen, dass sich Ankylosauria von Pflanzen in Bodennähe (bis etwa 1 Meter Höhe) ernährt haben. Von Minmi sind auch fossilierte Mageninhalte erhalten, die aus Pflanzenmaterial bestehen. Vermutlich fraßen diese Tiere beispielsweise Moose, Farne, Palmfarne oder Koniferen, die Vertreter der Oberkreide haben sich wohl auch von den neu entstandenen Bedecktsamern ernährt. Gegen die manchmal geäußerte Vermutung, diese Tiere könnten auch im Boden nach Nahrung gegraben haben, sprechen die breiten, für solche Tätigkeiten wahrscheinlich ungeeigneten Klauen. Das spitzere Maul der Nodosauridae lässt auf eine selektivere Nahrungsaufnahme schließen, während das breite Maul der Ankylosauridae eher für ein unspezialisiertes Abrupfen sämtlicher erreichbarer Pflanzenteile ausgerichtet war.
Wie effektiv der Kauapparat der Ankylosauria war, ist umstritten. Lange Zeit wurde vermutet, die Kiefer seien nur zu einfachen Auf-und-Ab-Bewegungen fähig und somit für ein gründliches Kauen ungeeignet. Mikroskopische und makroskopische Untersuchungen der Abnützungsspuren bei Euoplocephalus haben ergeben, dass zumindest einige Ankylosauria auch zu einer Vor-und-Zurück-Bewegung – ergänzt durch eine leichte Flexibilität zwischen dem Unterkiefer und dem davor gelegenen Praedentale – und somit zu einem gründlicheren Zerkauen der Nahrung fähig waren. Auch der bei den höher entwickelten Ankylosauriern auftretende knöcherne Gaumen könnte dafür ein Anzeichen sein.
Der breite Rumpf und das modifizierte Becken sind Anzeichen dafür, dass ein voluminöser Verdauungsapparat vorhanden war. Denkbar ist, dass die Fermentation mit Hilfe symbiotischer Mikroorganismen in einem mehrkammerigen Magen oder in einem anderen Abschnitt des Verdauungstraktes erfolgte.

### Fortpflanzung und Entwicklung
Vermutlich waren die Ankylosauria wie alle Dinosaurier eierlegend, es sind jedoch keine dieser Gruppe zuordenbaren Eifunde und, verglichen mit anderen Dinosauriergruppen, nur sehr wenige Fossilien von Jungtieren bekannt. Von Liaoningosaurus ist das komplett erhaltene, 34 Zentimeter lange Fossil eines Jungtieres überliefert. Dieses unterscheidet sich in einigen Merkmalen deutlich von allen anderen Ankylosauriern, unter anderem in der Panzerung am Bauch und den riesigen Zähnen. Ob dies allgemeine Kennzeichen von Jungtieren oder gattungsspezifische Merkmale waren, ist unklar.

## Systematik und Entwicklungsgeschichte

### Äußere Systematik
Die Schwestergruppe der Ankylosauria sind die Stegosauria, die ebenfalls die Knochenplatten aufwiesen, die bei ihnen aber in zwei nebeneinander verlaufenden Reihen auf dem Rücken angeordnet waren. Ankylosauria und Stegosauria bilden gemeinsam das Taxon Eurypoda. Zusammen mit einigen urtümlichen Vertretern aus dem Unteren Jura (zum Beispiel Scutellosaurus und Scelidosaurus) bilden die Eurypoda das Taxon der Thyreophora („Schildträger“). Dies ist jedoch nicht unumstritten, nach Meinung anderer Forscher (zum Beispiel Kenneth Carpenter) ist Scelidosaurus näher mit den Ankylosauria als mit den Stegosauria verwandt. Carpenter fasst darum Ankylosauria und Scelidosaurus als Ankylosauromorpha zusammen.
Die Thyreophora werden in die Vogelbeckensaurier (Ornithischia) eingeordnet. Ein vereinfachtes Kladogramm, das nur die wichtigsten Taxa wiedergibt, sieht folgendermaßen aus:
|          | urtümliche Vertreter                                         |
|          |                                                              |
| Eurypoda | \| \| Ankylosauria \| \| \| \| \| \| Stegosauria \| \| \| \| |
|          | \| \| Ankylosauria \| \| \| \| \| \| Stegosauria \| \| \| \| |
|          | Ankylosauria                                                 |
|          |                                                              |
|          | Stegosauria                                                  |
|          |                                                              |

|  | Ankylosauria |
|  |              |
|  | Stegosauria  |
|  |              |

|          | urtümliche Vertreter                                         |
|          |                                                              |
| Eurypoda | \| \| Ankylosauria \| \| \| \| \| \| Stegosauria \| \| \| \| |
|          | \| \| Ankylosauria \| \| \| \| \| \| Stegosauria \| \| \| \| |
|          | Ankylosauria                                                 |
|          |                                                              |
|          | Stegosauria                                                  |
|          |                                                              |

|  | Ankylosauria |
|  |              |
|  | Stegosauria  |
|  |              |

|          | urtümliche Vertreter                                         |
|          |                                                              |
| Eurypoda | \| \| Ankylosauria \| \| \| \| \| \| Stegosauria \| \| \| \| |
|          | \| \| Ankylosauria \| \| \| \| \| \| Stegosauria \| \| \| \| |
|          | Ankylosauria                                                 |
|          |                                                              |
|          | Stegosauria                                                  |
|          |                                                              |

|  | Ankylosauria |
|  |              |
|  | Stegosauria  |
|  |              |

|          | urtümliche Vertreter                                         |
|          |                                                              |
| Eurypoda | \| \| Ankylosauria \| \| \| \| \| \| Stegosauria \| \| \| \| |
|          | \| \| Ankylosauria \| \| \| \| \| \| Stegosauria \| \| \| \| |
|          | Ankylosauria                                                 |
|          |                                                              |
|          | Stegosauria                                                  |
|          |                                                              |

|  | Ankylosauria |
|  |              |
|  | Stegosauria  |
|  |              |

### Innere Systematik
Die Systematik der Ankylosauria ist umstritten. Traditionell werden zwei Untertaxa, die Ankylosauridae und die Nodosauridae unterschieden. Die Ankylosauridae sind unter anderem durch einen breiten Kopf und eine Schwanzkeule charakterisiert, während die Nodosauridae unter anderem einen schmalen Kopf, größere Stacheln im Schulterbereich und eine auffällige Auswölbung im Schulterblatt (Acromion) aufwiesen. Eine Gruppe von Tieren, die Polacanthidae oder Polacanthinae, vereinigte Merkmale beider Gruppen, und wird daher manchmal als Unterfamilie der Ankylo- und manchmal der Nodosauridae gesehen, andere Untersuchungen sehen in ihnen sogar ein eigenständiges Taxon. Dies ist aber – auch aufgrund der spärlichen Überreste vieler Gattungen – umstritten.
Viele Funde lassen sich nicht eindeutig einer der Gruppen zuordnen und unterschiedliche Systematiken der Ankylosauria weichen zum Teil erheblich voneinander ab. Die hier beschriebene Systematik folgt weitgehend M. Vickaryous et al. (2004), die die Polacanthidae nicht anerkennen, schließt aber seitdem beschriebene Gattungen ein. Zum Vergleich wird – wo es Abweichungen gibt – die Systematik von K. Carpenter (2001) oder die Zuordnung durch die Erstbeschreiber in Klammern hinter dem Namen dargestellt.
- Ankylosauria
  - Ankylosauridae
    - Gargoyleosaurus (Polacanthidae?)
    - Minmi (basaler Ankylosauria?)
    - Gastonia (Polacanthidae?)
    - Gobisaurus
    - Shamosaurus
    - Minotaurasaurus[17]
    - Ziapelta[18]
    - Ankylosaurinae
      - Tsagantegia
      - Tarchia
      - Saichania
      - Talarurus
      - Pinacosaurus
      - Tianzhenosaurus
      - Ankylosaurus
      - Euoplocephalus
      - Nodocephalosaurus
      - Zaraapelta[19]

  - Nodosauridae
    - Cedarpelta (Ankylosauridae?)
    - Glyptodontopelta[20]
    - Pawpawsaurus
    - Peloroplites[21]
    - Sauropelta
    - Silvisaurus
    - Panoplosaurus
    - Edmontonia
    - Animantarx
    - Struthiosaurus
    - Hungarosaurus
    - Zhejiangosaurus
    - Zhongyuansaurus

  - Ankylosauria incertae sedis und nomina dubia (Auswahl)
    - Acanthopholis
    - Aletopelta (Ankylosauridae?)
    - Anoplosaurus (Nodosauridae?)
    - Antarctopelta
    - Bissektipelta
    - Crichtonsaurus
    - Dracopelta
    - Hoplitosaurus (Polacanthidae?)
    - Hylaeosaurus (Polacanthidae?)
    - Kunbarrasaurus[22]
    - Liaoningosaurus (Nodosauridae?)
    - Mymoorapelta (Polacanthidae?)
    - Niobrarasaurus (Nodosauridae?)
    - Nodosaurus (Nodosauridae?)
    - Polacanthus (Polacanthidae?)
    - Sarcolestes (Nodosauridae?)
    - Sauroplites
    - Shanxia (Ankylosauridae?)
    - Stegopelta (Nodosauridae?)
    - Texasetes (Nodosauridae?)

### Entwicklungsgeschichte
Die ältesten unzweifelhaften Funde der Ankylosauria stammen aus dem Mittleren Jura und sind rund 165 Millionen Jahre alt. Aus dem Oberen Jura sind einzelne Gattungen wie Gargoyleosaurus und Mymoorapelta bekannt, aber den größten Formen- und Gattungsreichtum erreichten sie erst in der Kreidezeit.
Die Entwicklungsgeschichte der Untergruppen ist aufgrund der unsicheren Zuordnung vieler Gattungen schwer zu rekonstruieren. Nach Meinung von K. Carpenter sind die Polacanthidae in der Unterkreide und die Nodosauridae in der Oberkreide ausgestorben, sodass am Ende der Kreidezeit nur mehr die Ankylosauridae existierten. Diese sind dann, zusammen mit allen anderen Nichtvogel-Dinosauriern, beim Massenaussterben am Ende der Kreidezeit verschwunden. (Für die Diskussionen der Gründe für dieses Aussterben siehe Kreide-Tertiär-Grenze und das Aussterben der Dinosaurier.)

## Entdeckungs- und Forschungsgeschichte

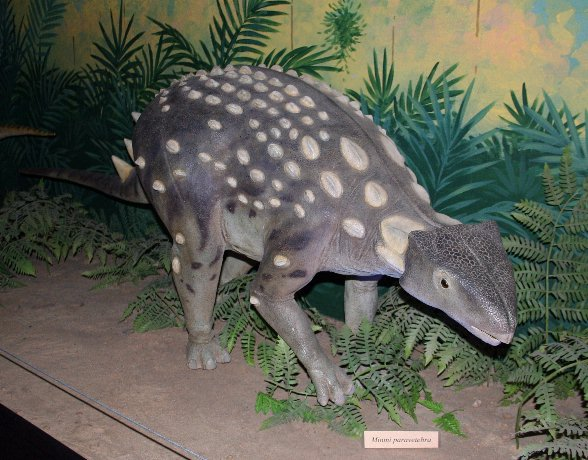
Modell von Minmi, dem ersten in Australien gefundenen Ankylosaurier

Der älteste Fund eines Ankylosauriers war Hylaeosaurus, dessen Überreste in England gefunden wurden und der zusammen mit Iguanodon und Megalosaurus zu jenen Tieren gehörte, für die Richard Owen 1842 den Begriff Dinosaurier prägte. Dieser Fund war aber sehr unvollständig, ebenso wie weitere Funde aus dem 19. Jahrhundert aus Europa wie Polacanthus, Acanthopholis oder Struthiosaurus, die ein sehr unvollkommenes Bild dieser Gruppe prägten.
Die ältesten Funde aus Nordamerika waren Nodosaurus (1889), Euoplocephalus (1902) und Ankylosaurus (1908). Im Jahr 1923 prägte Henry Fairfield Osborn den Namen Ankylosauria für dieses Taxon. Der älteste asiatische Fund war Pinacosaurus aus den 1930er Jahren.
Erst nach dem Zweiten Weltkrieg ließen vollständigere Funde das Erscheinungsbild dieser Tiere in besserer Weise erkennen, so Talarurus und Saichania aus Asien oder Sauropelta und Silvisaurus aus Nordamerika. In den 1980er Jahren wurden mit Minmi der erste australische und mit Antarctopelta der erste antarktische Ankylosaurier entdeckt. Funde aus China sind erst seit den 1990er Jahren in größerem Ausmaß zu Tage gefördert worden, etwa Tianzhenosaurus und Liaoningosaurus; im gleichen Zeitraum wurden in Nordamerika mit Gargoyleosaurus und Mymoorapelta zwei für die Entstehungsgeschichte bedeutende basale Ankylosaurier gefunden.
Neben Neuentdeckungen und genaueren Analysen alter Funde rückten seit dieser Zeit auch kladistische und paläoökologische Untersuchungen in den Vordergrund, welche die Entwicklungsgeschichte beziehungsweise die mutmaßliche Lebensweise und die Interaktion mit anderen Tieren zu ergründen suchten. In diesem Zusammenhang sind unter anderem Walter Coombs, Kenneth Carpenter und Matthew Vickaryous zu nennen.